# Frontière entre la Corée du Sud et le Japon
La frontière entre la Corée du Sud et le Japon consiste en un segment maritime dans le Détroit de Corée.
La délimitation de cette frontière est définie par 35 points énumérés dans l'« Accord entre le Japon et la République de Corée », un traité signé le 2 septembre 1977. Ces points sont les suivants :
- Point 1 : 32° 57′ N, 127° 41,1′ E
- Point 2 : 32° 57,5′ N, 127° 41,9′ E
- Point 3 : 33° 01,3′ N, 127° 44′ E
- Point 4 : 33° 08,7′ N, 127° 48,3′ E
- Point 5 : 33° 13,7′ N, 127° 51,6′ E
- Point 6 : 33° 16,2′ N, 127° 52,3′ E
- Point 7 : 33° 45,1′ N, 128° 21,7′ E
- Point 8 : 33° 47,4′ N, 128° 25,5′ E
- Point 9 : 33° 50,4′ N, 128° 26,1′ E
- Point 10 : 34° 08,2′ N, 128° 41,3′ E
- Point 11 : 34° 13′ N, 128° 47,6′ E
- Point 12 : 34° 18′ N, 128° 52,8′ E
- Point 13 : 34° 18,5′ N, 128° 53,3′ E
- Point 14 : 34° 24,5′ N, 128° 57,3′ E
- Point 15 : 34° 27,6′ N, 128° 59,4′ E
- Point 16 : 34° 29,2′ N, 129° 00,2′ E
- Point 17 : 34° 32,1′ N, 129° 00,8′ E
- Point 18 : 34° 32,6′ N, 129° 00,8′ E
- Point 19 : 34° 40,3′ N, 129° 03,1′ E
- Point 20 : 34° 49,7′ N, 129° 12,1′ E
- Point 21 : 34° 50,6′ N, 129° 13′ E
- Point 22 : 34° 52,4′ N, 129° 15,8′ E
- Point 23 : 34° 54,3′ N, 129° 18,4′ E
- Point 24 : 34° 57′ N, 129° 21,7′ E
- Point 25 : 34° 57,6′ N, 129° 22,6′ E
- Point 26 : 34° 58,6′ N, 129° 25,3′ E
- Point 27 : 35° 01,2′ N, 129° 32,9′ E
- Point 28 : 35° 04,1′ N, 129° 40,7′ E
- Point 29 : 35° 06,8′ N, 130° 07,5′ E
- Point 30 : 35° 07′ N, 130° 16,4′ E
- Point 31 : 35° 18,2′ N, 130° 23,3′ E
- Point 32 : 35° 33,7′ N, 130° 34,1′ E
- Point 33 : 35° 42,3′ N, 130° 42,7′ E
- Point 34 : 36° 03,8′ N, 131° 08,3′ E
- Point 35 : 36° 10′ N, 131° 15,9′ E

Cette ligne est tracée à équidistance des territoires avec un décrochement pour les îles japonaises de Tsu-shima. La limite Sud s'arrête entre l'île coréenne de Jeju-do et les îles Gotō.
Le point 35 correspondant à la limite Nord est situé à 71 milles des rochers Liancourt dont la souveraineté est contestée.
Le traité défini par ailleurs des zones de développement en mer de Chine orientale allant jusqu'à la latitude 28°36'N.
En 2013, les deux pays ont déposé des contributions dans le cadre de l'extension du plateau continental au-delà des 200 miles